# 利特温人
利特温人是白俄罗斯人的分支，为斯拉夫化的立陶宛人。他们的自称“利特温”原指立陶宛人，也指现今的所有白俄罗斯人（当极端去俄罗斯化时）。